# Gare d’Angerville
Gare d’Angerville vasútállomás Franciaországban, Angerville településen.

## Vasútvonalak
Az állomást az alábbi vasútvonalak érintik:
- Párizs–Bordeaux-vasútvonal

## Kapcsolódó állomások
A vasútállomáshoz az alábbi állomások vannak a legközelebb:
- Gare de Boisseaux (Gare de Bordeaux-Saint-Jean, Párizs–Bordeaux-vasútvonal)
- Gare de Monnerville (Paris Gare d’Austerlitz, Párizs–Bordeaux-vasútvonal)